# 토니 베넷
앤서니 도미닉 베네데토(Anthony Dominick Benedetto, 1926년 8월 3일 ~ 2023년 7월 21일)는 예명 토니 베넷(Tony Bennett)으로 활동한 미국의 재즈 및 전통 팝 가수이다. 20개의 그래미상과 평생 공로상, 2개의 프라임타임 에미상을 포함한 수많은 상을 수상했다. 베넷은 미국 국립예술기금 재즈 마스터와 케네디 센터 공로상 수상자로 선정되었다. 뉴욕 퀸스 애스토리아에 프랭크 시나트라 예술학교를 설립했으며, 비영리 예술교육 프로그램인 익스플로링 더 아츠를 설립했다. 전 세계적으로 5천만 장 이상의 음반을 판매했으며 할리우드 명예의 거리에 입성했다.
베넷은 어린 나이에 노래를 시작했다. 제2차 세계 대전 말기에는 유럽 전선에서 미국 육군 보병으로 참전했다. 전쟁이 끝난 후 가창 기술을 발전시켰고 컬럼비아 레코드와 계약을 맺었으며, 1951년 "Because of You"로 첫 대중음악 1위를 기록했다. 1953년 초에는 "Rags to Riches" 등 여러 히트곡을 발표했다. 이후 재즈 가창으로 영역을 넓혔다. 1950년대 후반에는 《The Beat of My Heart》와 《Basie Swings, Bennett Sings》 등의 앨범으로 예술적 정점에 도달했다. 1962년에는 자신의 대표곡인 "I Left My Heart in San Francisco"를 녹음했다. 록 음악이 전성기를 맞이했던 시기에는 음악 경력과 사생활 모두 장기 침체기를 겪었다. 1980년대 후반과 1990년대에 컴백에 성공해 다시 골드 레코드 앨범을 발매했으며, 자신만의 음악 스타일을 유지하면서 MTV 세대까지 팬층을 확장했다.
베넷은 21세기에도 대중적이고 비평가들의 호평을 받는 작품을 계속 만들어냈다. 레이디 가가와의 협업으로 말년에 다시 한번 찬사를 받았는데, 이는 2014년 앨범 《Cheek to Cheek》으로 시작되었다. 두 아티스트는 2014년과 2015년에 걸쳐 이 앨범을 홍보하는 투어를 함께 진행했다. 듀엣의 두 번째 앨범인 《Love for Sale》(2021년)이 발매되면서 베넷은 생존 아티스트로서는 빌보드 200 차트에서 가장 오랫동안 톱 10 앨범을 유지한 기록을 세웠다. 베넷의 첫 톱 10 레코드는 1962년의 《I Left My Heart in San Francisco》였다. 또한 95세 60일이라는 나이로 새로운 곡이 수록된 앨범을 발매한 최고령자로서 기네스 세계 기록을 경신했다.
2021년 2월, 베넷은 2016년에 알츠하이머병 진단을 받았다고 밝혔다. 병의 진행이 더뎠기 때문에 녹음과 투어, 공연을 계속할 수 있었으나, 신체적 어려움으로 인해 은퇴를 선언했다. 베넷의 마지막 공연은 2021년 8월 3일과 5일 라디오 시티 뮤직 홀에서 열렸다.

## 초기 생애

### 1926-1943: 가족과 교육
앤서니 도미닉 베네데토는 1926년 8월 3일 뉴욕시 퀸스의 롱아일랜드시티에 있는 세인트존스 병원에서 태어났다. 부모는 식료품상을 운영하던 존 베네데토와 재봉사 안나(수라치) 베네데토였으며, 가족 중 처음으로 병원에서 태어난 사람이었다. 아버지 존은 1906년 이탈리아 남부 도시 레조칼라브리아의 동부 농촌 지역인 포다르고니에서 이주해왔다. 어머니 안나는 부모가 1899년 칼라브리아 지방에서 이주한 직후 미국에서 태어났다. 다른 친척들도 이탈리아인의 대규모 미국 이주 물결의 일환으로 함께 건너왔다. 베네데토는 언니 메리와 형 존 주니어와 함께 자랐다. 병약하여 일을 할 수 없었던 아버지 때문에 아이들은 가난 속에서 자랐다. 아버지는 아들에게 예술과 문학에 대한 사랑, 인간의 고통에 대한 연민을 심어주었으나, 베네데토가 열 살 때 세상을 떠났다.
베네데토는 알 졸슨, 에디 캔터, 주디 갈런드, 빙 크로스비는 물론 루이 암스트롱, 잭 티가든, 조 베누티 같은 재즈 아티스트들의 음악을 들으며 성장했다. 보드빌 탭댄스 무용수였던 삼촌 딕 덕분에 일찍부터 연예계를 접할 수 있었고, 삼촌 프랭크는 퀸스 자치구의 도서관장이었다. 열 살 때는 이미 노래를 부르고 있었으며, 트라이보로 브리지 개통식에서 공연했는데, 당시 피오렐로 라과디아 시장이 베네데토의 머리를 쓰다듬어주기도 했다. 그림 그리기도 어린 시절의 열정이었다. 공립학교 141번 학교에서는 반의 캐리커처 화가로 알려졌으며, 상업 미술가가 되기를 꿈꿨다. 13세부터는 고향 퀸스의 여러 이탈리아 레스토랑에서 노래하는 웨이터로 일하며 돈을 벌기 시작했다.
베네데토는 뉴욕 산업미술학교에 다니며 회화와 음악을 공부했고, 후에 이 학교가 올바른 기법을 강조했던 것을 높이 평가했다. 하지만 16세에 가족을 부양하기 위해 학교를 중퇴했다. 맨해튼의 AP통신사에서 복사 심부름꾼과 주자로 일했으며, 다른 여러 저임금 비숙련 일자리에서 일했다. 대부분의 시간을 전문 가수가 되는 데 쏟았고, 노래하는 웨이터로 다시 일하면서 도시 곳곳의 아마추어 공연에 참가해 우승했으며, 뉴저지주 패러머스의 한 나이트클럽에서 성공적으로 공연했다.

### 1944-1950: 제2차 세계대전과 그 이후
베네데토는 제2차 세계 대전 말기인 1944년 11월에 미국 육군에 징집되었다. 보병 소총수가 되기 위해 포트 딕스와 포트 로빈슨에서 기초 훈련을 받았다. 뉴욕시 출신의 이탈리아계를 싫어하는 남부 출신 하사관과 갈등을 겪어 취사 당번이나 자동소총 청소를 과도하게 맡게 되었다. 1945년 1월, 거대한 르아브르 보충병 수용소를 거쳐 벌지 전투에서 큰 손실을 입은 제63보병사단 제255보병연대의 보충병으로 배치되었다. 프랑스를 거쳐 독일로 이동했다. 1945년 3월이 시작되면서 후에 "지옥의 최전선 좌석"이라고 표현한 최전선에 투입되었다.
독일군이 본토로 밀려나면서 베네데토와 그의 중대는 혹독한 겨울 날씨 속에서 치열한 전투를 치렀다. 독일군의 88mm 포가 발사되는 가운데 참호에 숨어 있어야 했다. 3월 말에는 라인강을 건너 독일로 진입했으며, 독일군을 소탕하기 위해 마을마다 위험한 시가전을 벌였다. 4월 첫 주에는 코허강을 건넜고, 월말에는 다뉴브강에 도달했다. 전투 중 베네데토는 여러 차례 아슬아슬하게 죽음을 면했다. 이러한 경험으로 평화주의자가 되었다. 후에 "전쟁이 낭만적이라고 생각하는 사람은 분명 전쟁을 겪어보지 않은 사람이다"라고 썼으며, "그것은 영구적인 악몽이었다. '이건 삶이 아니야. 이건 삶이 아니야'라고 되뇌었다"고 말했다. 전쟁이 끝날 무렵에는 란츠베르크 근처의 다하우 강제 수용소 분소인 카우페링 강제 수용소 해방에 참여했는데, 이곳에는 제63사단 소속 미군 포로들도 수용되어 있었다. 후에 자서전에서 "인간이 결코 보아서는 안 될 것들을 보았다"고 기록했다.
베네데토는 점령군의 일원으로 독일에 남았지만 주둔 미군을 위한 비공식 특수근무대 악단에 배속되었다. 당시 인종 분리가 여전하던 군대에서 고등학교 시절 흑인 친구와 함께 식사를 했다가 강등되어 전사자 등록 업무로 재배치되었다. 이후 조 바리라는 예명으로 제314육군특수근무대 악단에서 노래했다. 이 예명은 전쟁 전부터 사용하던 것으로, 이탈리아의 도시와 도 이름을 따왔으며, 가족의 칼라브리아 출신이라는 점을 일부 반영한 것이었다. 전후에 음악 경력을 이어간 많은 음악가들과 함께 연주했다.
1946년 제대 후 귀국한 베네데토는 제대군인 교육 지원법에 따라 아메리칸 시어터 윙에서 공부했다. 평생 목소리를 좋은 상태로 유지하게 해준 벨칸토 창법을 배웠다. 식당에서 웨이터로 일하면서도 가능한 모든 곳에서 공연을 이어갔다. 아메리칸 시어터 윙의 한 교사의 제안으로 독특한 접근법을 개발했는데, 노래를 부르면서 스탠 게츠의 색소폰이나 아트 테이텀의 피아노 같은 다른 음악가들의 스타일과 프레이징을 모방하는 것이었다. 이는 곡을 해석할 때 즉흥연주를 하는 데 도움이 되었다. 1949년 레슬리 레코드라는 소규모 레이블에서 바리라는 이름으로 몇 곡을 녹음했으나 판매에는 실패했다.
1949년 펄 베일리가 베네데토의 재능을 알아보고 그리니치빌리지에서 자신의 공연 오프닝 무대를 맡아달라고 요청했다. 베일리는 밥 호프를 공연에 초대했고, 호프는 베네데토를 투어에 데려가기로 결정하면서 이름을 토니 베넷으로 줄였다. 1950년 베넷은 "Boulevard of Broken Dreams"의 데모를 녹음했고 미치 밀러에 의해 메이저 레이블인 컬럼비아 레코드와 계약을 맺었다.

## 음악 경력

### 1951-1959: 첫 성공

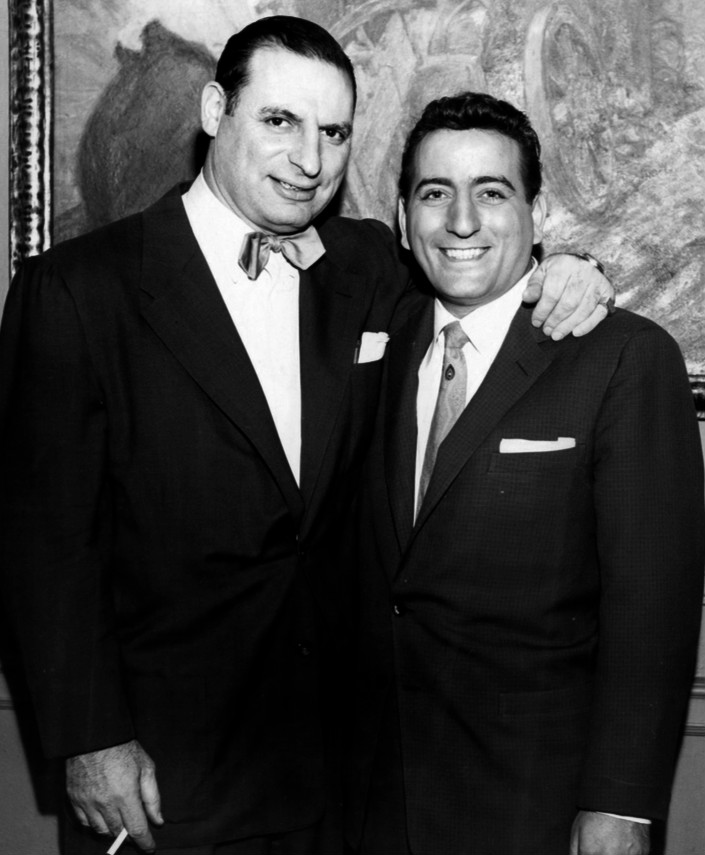
1950년대 베넷(오른쪽)이 시카고의 칼럼니스트이자 토크쇼 진행자인 어브 쿠프시넷과 함께한 모습

밀러는 (당시 컬럼비아를 떠나려던) 프랭크 시나트라를 모방하지 말라고 경고했고, 베넷은 대중적인 팝 음악을 부르는 크루너로서 경력을 시작했다. 첫 대히트곡은 "Because of You"로, 밀러가 제작하고 퍼시 페이스가 화려한 관현악 편곡을 맡은 발라드였다. 주크박스에서 인기를 얻기 시작해 1951년 팝 차트 1위에 올랐고 10주 동안 정상을 지켰으며, 백만 장 이상 판매되었다. 같은 해 이와 비슷한 스타일로 편곡한 행크 윌리엄스의 "Cold, Cold Heart"도 차트 정상에 올랐는데, 이 곡은 윌리엄스와 컨트리 음악을 전국의 더 넓은 청중에게 소개하는 데 도움이 되었다. 밀러와 페이스는 베넷의 모든 초기 히트곡에서 함께 작업했다. 베넷의 "Blue Velvet" 녹음도 매우 인기가 있어서 뉴욕의 유명한 패러마운트 극장(베넷은 오전 10시 30분부터 하루 7회 공연을 했다)과 다른 곳에서 10대 팬들의 열광적인 환호를 받았다.
1953년에는 "Rags to Riches"로 세 번째 1위를 기록했다. 베넷의 다른 초기 히트곡들과 달리 이 곡은 대담하고 화려한 금관악 사운드와 간주부의 이중 탱고가 특징인 빠른 템포의 빅밴드 곡이었으며, 8주 동안 차트 정상을 지켰다. 같은 해, 곧 공연될 브로드웨이 뮤지컬 《키스멧》의 제작자들은 뉴욕 신문 파업 기간 동안 공연을 홍보하기 위해 베넷에게 "Stranger in Paradise"를 녹음하게 했다. 이 노래는 차트 정상에 올랐고 공연도 성공을 거두었으며, 베넷은 쇼 튠을 녹음하는 오랜 관행을 시작하게 되었다. "Stranger in Paradise"는 1년 반 후 영국에서도 1위를 기록했다.
1955년 로큰롤 시대가 시작되면서 음악 산업의 역학이 변화했고, 기존 팝 가수들이 상업적으로 성공을 거두기가 점점 더 어려워졌다. 그럼에도 베넷은 계속해서 성공을 누렸다. 1950년대 후반에 8곡을 빌보드 톱 40에 올렸고, 1957년에는 (베넷이 매우 싫어했던) "In the Middle of an Island"가 9위까지 오르며 가장 높은 순위를 기록했다.
1956년 8월에서 9월까지 한 달 동안 베넷은 《페리 코모 쇼》의 여름 대체 프로그램으로 NBC 토요일 밤 버라이어티 쇼인 《토니 베넷 쇼》를 진행했다. 패티 페이지와 줄리어스 라 로사가 이전 두 달을 진행했으며, 이들은 모두 같은 가수, 무용수, 오케스트라와 함께했다. 1959년 베넷은 다시 한번 《페리 코모 쇼》의 대체 진행을 맡았는데, 이번에는 테레사 브루어, 제이 P. 모건과 함께 여름 내내 《페리 프레젠츠》를 공동 진행했다.

### 1954-1965: 성장하는 예술성
1954년 기타리스트 척 웨인이 베넷의 음악감독이 되었다. 베넷은 1955년 첫 장편 앨범인 《Cloud 7》을 발매했다. 이 앨범은 웨인이 참여한 것으로 소개되었으며 베넷의 재즈 지향성을 보여주었다. 1957년에는 랄프 샤론이 웨인을 대신해 베넷의 피아니스트, 편곡자, 음악감독이 되었다. 샤론은 베넷에게 "'Blue Velvet' 같은 달콤한 노래"를 부르는 경력은 오래가지 못할 것이라고 말하며, 재즈적 성향에 더욱 집중할 것을 권장했다.

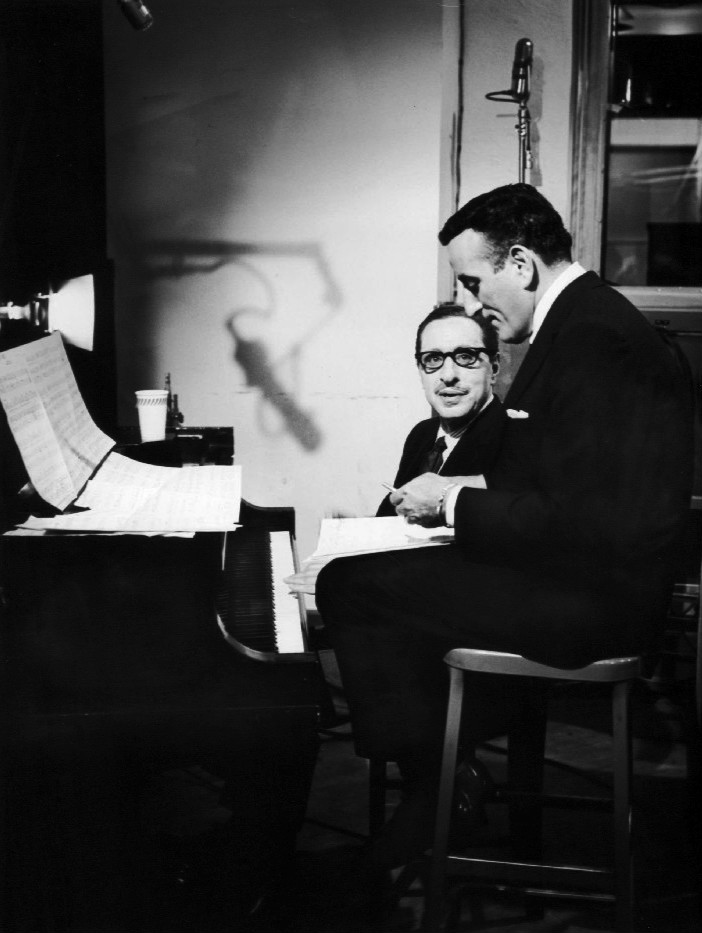
1964년 텔레비전 프로그램 《더 트웬티스 센추리》를 위해 작곡가 해롤드 알렌과 리허설 중인 베넷(오른쪽)

그 결과물이 1957년 앨범 《The Beat of My Heart》였다. 허비 만과 냇 애더리 같은 유명 재즈 음악가들이 참여했으며, 아트 블래키, 조 존스, 라틴 스타 칸디도 카메로, 치코 해밀턴 등의 타악기가 크게 강조되었다. 이 앨범은 대중적으로도 성공했고 비평가들의 찬사도 받았다. 이어서 베넷은 카운트 베이시 오케스트라와 작업했는데, 베이시의 밴드와 함께 노래한 최초의 남성 팝 보컬리스트가 되었다. 이러한 협업의 결과물인 앨범 《Basie Swings, Bennett Sings》(1958년)와 《In Person!》(1959년)은 호평을 받았으며, "시카고"가 대표곡 중 하나였다.
베넷은 나이트클럽 공연의 수준과 그에 따른 명성도 높였다. 이는 시나트라와 당시의 다른 정상급 재즈, 스탠더드 가수들이 걸었던 길을 따르는 것이었다. 1962년 6월, 베넷은 알 콘, 케니 버렐, 칸디도, 랄프 샤론 트리오 등 뛰어난 음악가들과 함께 카네기홀에서 대대적으로 홍보된 콘서트를 열었다. 카네기홀은 그때까지 남성 팝 가수의 공연을 개최한 적이 없었다(1년 전 주디 갈랜드의 공연만 있었다). 콘서트에서는 "I've Got the World on a String"과 "The Best Is Yet to Come" 같은 인기곡을 포함한 44곡이 연주되었다. 갈랜드의 공연처럼 이 콘서트도 녹음되어 후세에 남겨졌으며, 국내외에서 베넷의 스타로서의 명성을 더욱 공고히 했다. 베넷은 텔레비전에도 출연했으며, 1962년 10월에는 《더 투나잇 쇼 스타링 조니 카슨》의 첫 방송에서 노래했다.

"내가 보기에 토니 베넷은 이 바닥에서 최고의 가수다. 그의 공연을 볼 때면 흥분된다. 감동을 받는다. 작곡가가 의도한 바를 전달하고, 아마도 그 이상을 보여주는 가수다."

또한 1962년에 베넷은 10년 전에 오페라 가수를 위해 쓰였지만 거의 알려지지 않았던 곡인 "I Left My Heart in San Francisco"를 녹음했다. 이 싱글은 빌보드 핫 100에서 19위에 그쳤지만, 다른 차트에서는 1년 가까이 머물며 베넷의 인지도를 높였다. 같은 제목의 앨범은 톱 5에 들었고 싱글과 앨범 모두 골드 레코드를 획득했다. 이 노래로 베넷은 그래미 어워드에서 올해의 레코드상과 남성 솔로 보컬 퍼포먼스상을 수상했다. 세월이 흐르면서 이 곡은 베넷의 대표곡으로 자리 잡았다. 2001년 RIAA/NEA가 선정한 20세기 역사적으로 가장 중요한 노래 목록에서 23위를 차지했다.
베넷의 다음 앨범 《I Wanna Be Around...》(1963년) 역시 톱 5에 진입했다. 타이틀 곡과 "The Good Life"는 팝 싱글 차트에서 각각 톱 20에 올랐고 성인 컨템포러리 차트에서는 톱 10에 들었다.
이듬해에는 비틀즈와 브리티시 인베이전이 시작되었고, 이와 함께 팝과 스탠더드, 재즈보다 록에 더 많은 음악적, 문화적 관심이 쏠렸다. 이후 몇 년 동안 베넷은 쇼 튠을 바탕으로 한 여러 앨범과 싱글로 소소한 히트를 기록했다. 마지막 톱 40 싱글은 1965년 뮤지컬 《픽윅》의 "If I Ruled the World"로 34위를 기록했지만, 상업적 성공은 분명히 하락세를 보이기 시작했다. 1966년 평가가 좋지 않았던 영화 《오스카》에 출연하며 연기에 도전했지만 베넷에 대한 평가는 그저 그랬고, 베넷도 이 경험을 즐기지 못해 더 이상의 배역을 찾지 않았다.
시민권 운동을 굳게 믿었던 베넷은 1965년 셀마에서 몽고메리까지 이어진 행진에 참여했다. 마틴 루터 킹이 "얼마나 오래, 더는 아닌"(How Long, Not Long) 연설을 하기 전날 밤 "스타스 포 프리덤"(Stars for Freedom) 집회에서 공연했다. 행진이 끝난 후 베넷은 디트로이트 출신의 다섯 자녀를 둔 어머니 바이올라 리우초가 운전하는 차를 타고 공항으로 갔는데, 리우초는 그날 밤 쿠클럭스클랜에 의해 살해되었다.
베넷은 인종차별 정책을 실시하던 남아프리카 공화국에서의 공연을 거부했다.

### 1965-1979: 시련의 시기

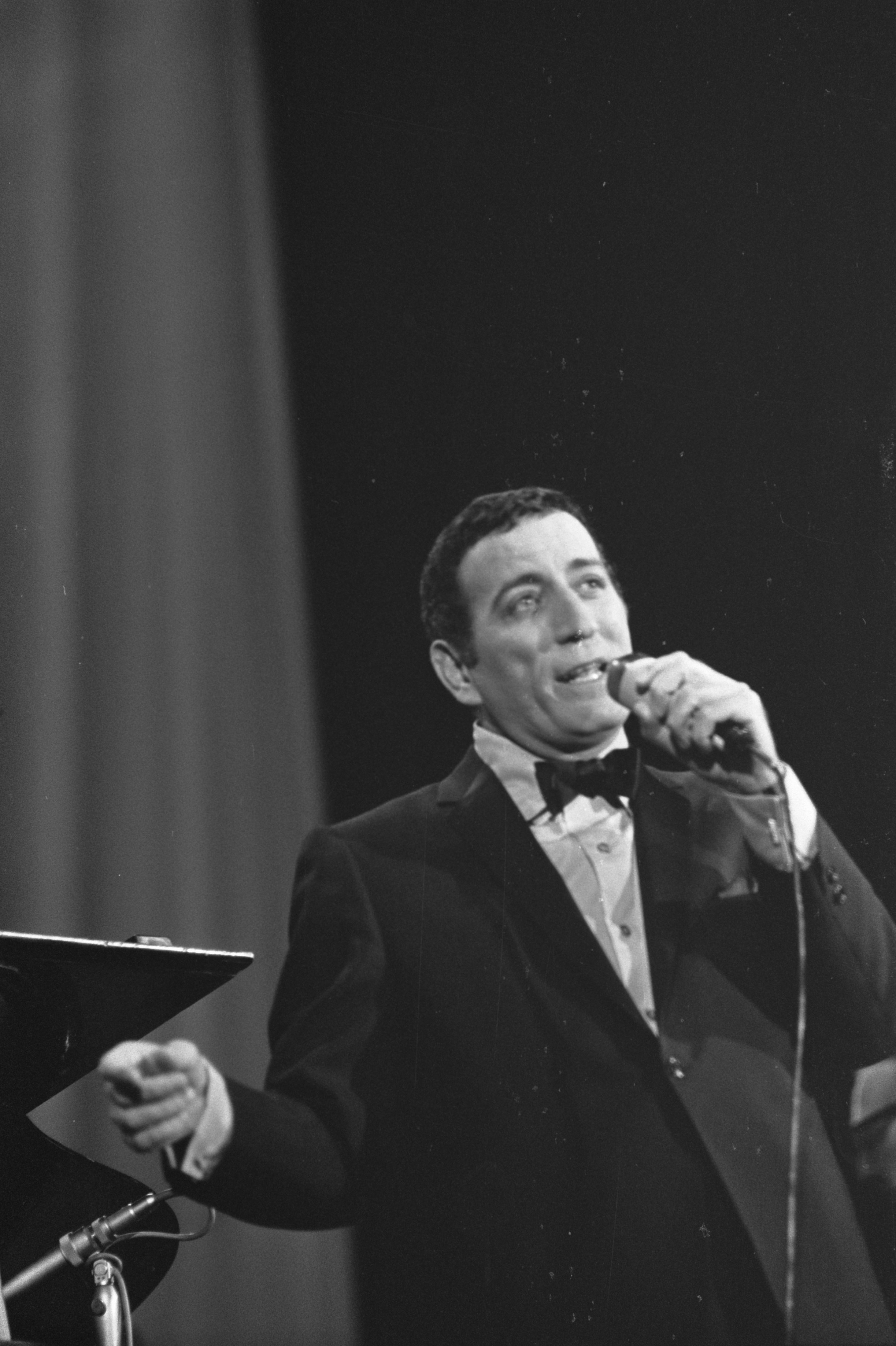
1966년 공연 중인 베넷

랄프 샤론과 베넷은 1965년에 결별했다. 당시 리나 혼과 바브라 스트라이샌드 같은 가수들은 "현대적인" 록 음악을 녹음하라는 큰 압박을 받고 있었고, 이러한 맥락에서 컬럼비아 레코드의 클라이브 데이비스는 베넷에게도 같은 제안을 했다. 베넷은 매우 꺼렸고, 시도했을 때도 그 결과는 누구도 만족시키지 못했다. 이는 《Tony Sings the Great Hits of Today!》(1970년)에서 잘 드러났는데, 베넷은 이 앨범을 녹음한다는 생각만으로도 몸이 아팠다. 이 앨범에는 비틀즈와 다른 당시 유행하던 노래들의 커버 버전이 수록되었으며, 사이키델릭한 앨범 커버를 사용했다.
수년 후 베넷은 현대적인 곡을 부르라는 요구를 받았을 때의 좌절감을 회상하며, 어머니가 값싼 드레스를 만들어야 했던 때와 비교했다. 1972년에는 컬럼비아를 떠나 MGM 레코드의 버브 디비전(영국에서는 필립스)으로 옮겼고, 런던에 잠시 머물며 토크 오브 더 타운 나이트클럽에서 템스 텔레비전과 함께 《토니 베넷 앳 더 토크 오브 더 타운》이라는 텔레비전 쇼를 진행했다. 새 레이블에서 비틀즈의 곡들을 포함한 다양한 시도를 했지만 상업적 성공을 되찾지 못했고, 몇 년 후에는 음반 계약이 없는 상태가 되었다.
베넷은 직접 나서서 자신의 레코드사 임프로브를 설립했다. "What is This Thing Called Love?" 같이 후에 인기를 얻게 된 노래들을 녹음했고, 재즈 피아니스트 빌 에번스와 함께 호평받은 앨범 《The Tony Bennett/Bill Evans Album》(1975년)과 《Together Again》(1976년)을 제작했지만, 임프로브는 메이저 레이블과의 유통 계약이 없었고 1977년에 문을 닫았다.
10년이 끝나갈 무렵, 베넷은 음반 계약도 매니저도 없었고, 라스베이거스 외에서는 콘서트도 많이 하지 못했다. 약물 중독에 빠졌고, 분수에 넘치는 생활을 했으며, 국세청이 로스앤젤레스의 집을 압류하려 했다.

### 1979-1989: 전환점
1979년 거의 목숨을 잃을 뻔한 코카인 과다 복용 사고 후, 베넷은 아들 대니와 대에게 도움을 요청했다. "나 길을 잃었어"라고 그들에게 말했다. "사람들이 내가 만드는 음악을 더 이상 듣고 싶어 하지 않는 것 같아."
대니와 대의 밴드인 쿼키 덕 앤 히즈 바니야드 프렌즈는 실패했고, 대니는 자신에게 음악적 재능이 없지만 사업 감각이 있다는 것을 깨달았다. 반면 아버지는 엄청난 음악적 재능이 있었지만, 그것으로 경력을 유지하는 데 어려움을 겪었고 재정 감각도 부족했다. 대니는 아버지의 매니저가 되기로 했다.
대니는 아버지의 지출을 통제하고, 뉴욕시로 돌아오게 했으며, "베이거스" 이미지에서 벗어나게 하기 위해 대학과 소규모 극장에서 공연을 예약하기 시작했다. 노력 끝에 국세청 부채를 갚기 위한 성공적인 계획이 세워졌다. 가수는 또한 피아니스트이자 음악감독으로 랄프 샤론과 재결합했다(샤론이 2002년 은퇴할 때까지 함께했다). 1986년까지 베넷은 이번에는 창작의 자유를 보장받고 컬럼비아 레코드와 재계약을 맺었으며, 《The Art of Excellence》를 발매했다. 이 앨범은 1972년 이후 처음으로 차트에 진입했다.
블레이크 에드워즈 감독의 영화 《인생이란》(1986년)에서 베넷이 부른 헨리 맨시니의 주제가 "Life in a Looking Glass"는 아카데미 시상식 주제가상 후보에 올랐다.

### 1990-2006: 확고한 경력
대니 베넷은 아버지를 모르는 젊은 청중들도 기회가 주어진다면 아버지의 음악에 호응할 것이라고 생각했다. 토니의 정장 차림이나 노래 스타일, 반주(랄프 샤론 트리오 또는 오케스트라), 곡 선정(주로 그레이트 아메리칸 송북)을 바꿀 필요도 없었고 바람직하지도 않았다. 이에 따라 대니는 젊고 "힙한" 관객층을 가진 《레이트 나이트 위드 데이비드 레터맨》에 아버지를 정기적으로 출연시키기 시작했다. 이어서 《레이트 나이트 위드 코난 오브라이언》, 《세서미 스트리트》, 《심슨 가족》, 《머펫 투나잇》, 다양한 MTV 프로그램에도 출연했다. 1993년 베넷은 전국의 얼터너티브 록 라디오 방송국들이 주최한 자선 콘서트 시리즈에서 공연했다. 이 계획은 성공을 거두었다. 토니가 나중에 회상한 바에 따르면, "젊은이들이 그 노래들을 한 번도 들어보지 못했다는 것을 깨달았죠. 콜 포터, 거슈윈이라고 하면 '누가 썼어요?'라고 물었어요. 그들에게는 색다른 거였죠. 색다르다면, 돋보이는 법이에요."

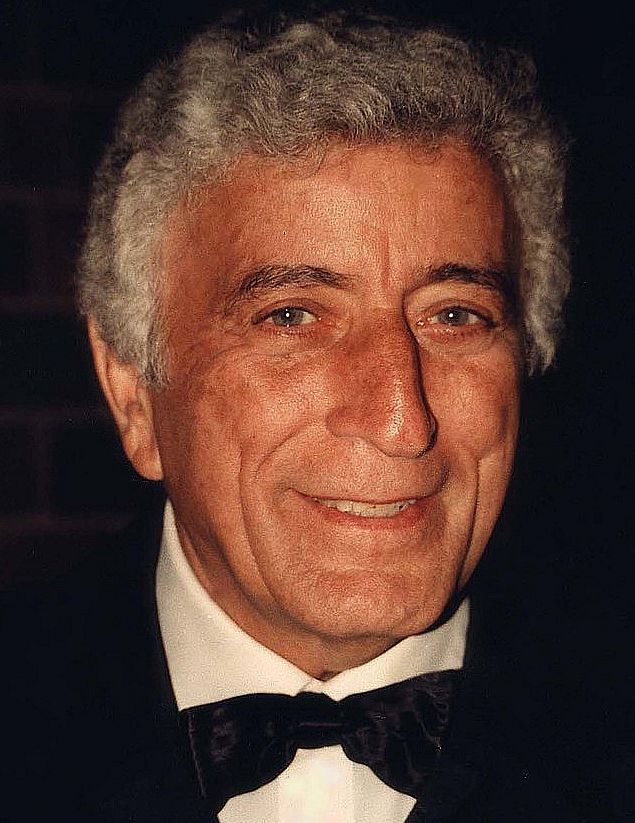
1995년 볼티모어에서의 베넷

이 시기에 베넷은 계속해서 음반을 발매했다. 먼저 호평받은 회고록적 성격의 《Astoria: Portrait of the Artist》(1990년)를 발표했고, 이어서 시나트라에 대한 헌정 앨범 《Perfectly Frank》(1992년)와 프레드 아스테어 헌정 앨범 《Steppin' Out》(1993년) 같은 주제가 있는 앨범들을 선보였다. 후자의 두 앨범은 모두 골드 인증을 받았고 전통 팝 보컬 퍼포먼스 부문 그래미상(1962년 이후 베넷의 첫 그래미상)을 수상했으며, 베넷을 클래식 미국의 위대한 가수의 계승자로 더욱 확고히 자리매김했다.
베넷이 레드 핫 칠리 페퍼스, 플레이버 플래브 같은 아티스트들과 나란히 MTV 비디오 뮤직 어워드 시상식에 모습을 보이고, "Steppin' Out with My Baby" 뮤직비디오가 MTV에서 방영되면서, 《뉴욕 타임스》가 말한 대로 "토니 베넷은 세대 차이를 단순히 메운 것이 아니라 완전히 허물어버렸다. 록에 젖어 있는 젊은 관객들과 확실히 교감했다. 그리고 어떠한 타협도 없었다"는 것이 분명해졌다.
새로운 관객층은 1994년 《MTV 언플러그드》 출연으로 정점에 달했다(그는 쇼에서 "나는 평생 언플러그드였다"라고 농담했다). 스탠더드 장르에 친숙했던 록과 컨트리 스타 엘비스 코스텔로와 케이디 랭이 게스트로 출연한 이 쇼는 상당한 관객과 언론의 관심을 끌었다. 그 결과물인 앨범 《MTV Unplugged: Tony Bennett》은 플래티넘 인증을 받았고, 3년 연속 전통 팝 보컬 퍼포먼스 그래미상을 수상했을 뿐만 아니라 최고 영예인 올해의 앨범상도 수상했다.
컴백 이후 베넷은 재정적으로도 성공을 거두어 1999년에는 자산이 1,500만에서 2,000만 달러에 달했다. 파블로 피카소, 잭 베니, 프레드 아스테어 같은 거장들을 언급하며 "그들은 죽는 날까지 공연을 했다. 창의적이라면, 나이가 들수록 더 바빠진다"고 말하면서 은퇴할 의향이 없음을 밝혔다. 1990년대 말에는 연간 100회의 공연을 하는 등 꾸준히 음반을 발매하고 투어를 이어갔다. 콘서트에서는 종종 한 곡(보통 "Fly Me to the Moon")을 마이크나 증폭 장치 없이 부르며 성량 투사 기술을 선보였다. 《토니 베넷츠 원더풀 월드: 라이브 프롬 샌프란시스코》라는 공연은 PBS 특집 프로그램으로 제작되었다. A&E 네트워크의 인기 프로그램 《라이브 바이 리퀘스트》의 첫 에피소드를 기획하고 출연해 에미상을 수상했다. 영화 《스카우트》, 《애널라이즈 디스》, 《브루스 올마이티》에 본인 역할로 카메오 출연했다.
1998년에는 진흙탕이 된 글래스톤베리 페스티벌의 마지막 날 공연에서 깔끔한 정장 차림으로 등장해 날씨에 관한 노래들로만 구성된 공연을 선보였다. 자서전 《더 굿 라이프》(The Good Life)도 1998년에 처음 출간되었다. 듀크 엘링턴, 루이 암스트롱, 빌리 홀리데이, 블루스, 또는 듀엣과 같은 주제를 바탕으로 한 일련의 앨범들은 대체로 긍정적인 평가를 받았다.

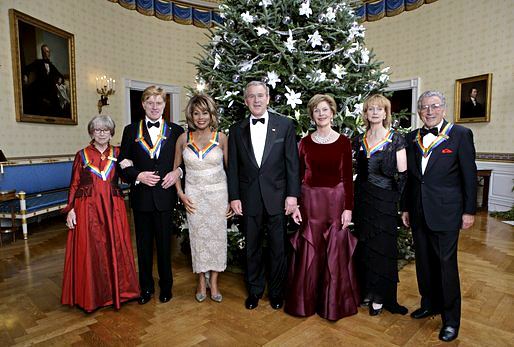
조지 W. 부시 대통령과 영부인 로라 부시가 케네디 센터 수상자인 배우 줄리 해리스, 배우 로버트 레드퍼드, 가수 티나 터너, 발레 무용수 수잔 패럴, 토니 베넷과 함께 포즈를 취하고 있다. 2005년 12월 4일, 백악관 블루룸에서 열린 리셉션에서.

음반 산업에 대한 공헌을 인정받아 베넷은 할리우드 명예의 거리 1560 바인 스트리트에 입성했다. 1997년에는 빅밴드 앤 재즈 명예의 전당에 올랐고, 2001년에는 그래미 평생 공로상을, 2002년에는 미국작곡가작사가출판인협회(ASCAP)로부터 평생공로상을 수상했다. 2002년 《Q》 매거진은 베넷을 "죽기 전에 봐야 할 50개 밴드" 목록에 포함시켰다. 2005년 12월 4일에는 케네디 센터 공로상을 받았다. 후에 그의 노래들로 구성된 극장 뮤지컬 레뷰 《아이 레프트 마이 하트: 어 샐루트 투 더 뮤직 오브 토니 베넷》이 제작되어 "I Left My Heart in San Francisco", "Because of You", "Wonderful" 같은 대표곡들이 공연되었다. 이듬해에는 롱아일랜드 음악 명예의 전당에 헌액되었다.
베넷은 자주 자선 활동에 시간을 할애해 때로는 "토니 베네핏"이라는 별명으로 불리기도 했다. 2002년 4월에는 뉴욕시 아폴로 극장에서 마이클 잭슨, 크리스 터커, 빌 클린턴 전 대통령과 함께 민주당 전국위원회 기금 모금 행사에 참여했다. 시비탄 인터내셔널을 위한 공익광고도 녹음했다.
대니 베넷은 계속해서 토니의 매니저를 맡았고, 대에 베넷은 토니의 여러 프로젝트에서 녹음 엔지니어로 일했으며 2001년 뉴저지 잉글우드에 베넷 스튜디오를 열었으나, 메이저 레이블의 예산 축소와 급증하는 운영비로 인해 현재는 문을 닫았다. 토니의 막내딸 안토니아는 아버지의 공연 오프닝 무대를 맡은 재즈 가수 지망생이다.

### 2006-2021: 말년과 마지막 앨범
2006년 8월 3일, 베넷은 80세가 되었다. 소속사는 재발매와 편집 앨범, 그리고 그의 최고 차트 순위를 기록하고 그래미상을 수상한 앨범 《Duets: An American Classic》을 발매하며 이를 기념했다. 뉴욕 라디오 방송국 WLTW/106.7을 위한 주목할 만한 공연을 비롯한 여러 콘서트가 열렸다. 크리스티나 아길레라와 공연했고, 《새터데이 나이트 라이브》에서는 베넷을 애정 어린 마음으로 흉내 내는 앨릭 볼드윈과 코미디 스케치를 선보였다. 추수감사절 시즌에는 롭 마셜이 연출한 NBC 텔레비전 특집 《토니 베넷: 언 아메리칸 클래식》이 방영되어 여러 개의 에미상을 수상했다. 빌보드 센추리 어워드를 수상했고, 《아메리칸 아이돌》 시즌 6에서 게스트 멘토로 참여했으며 피날레 무대에서 공연했다. 유엔난민기구의 인도주의상을 수상했다. 2006년에는 미국 국립예술기금 재즈 마스터상을 수상했다.

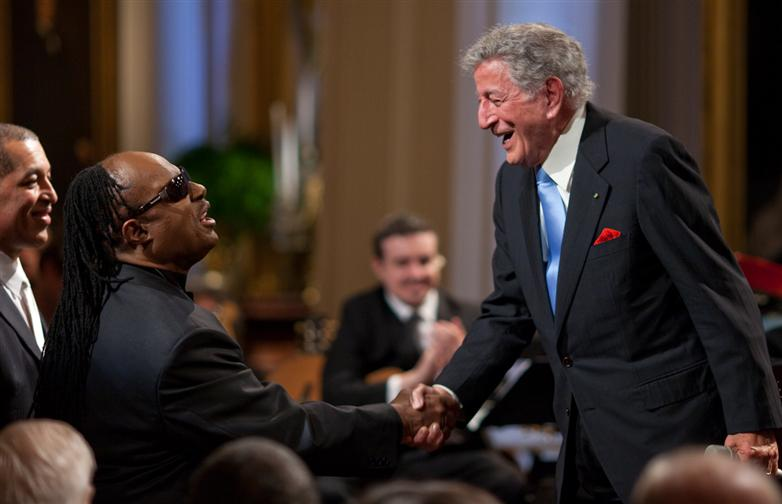
2009년 2월 25일 백악관에서 스티비 원더와 인사

2008년 베넷은 셰이 스타디움의 마지막 콘서트에서 빌리 조엘과 함께 "New York State of Mind"를 두 차례 공연했고, 10월에는 카운트 베이시 빅밴드와 함께 앨범 《A Swingin' Christmas》를 발매해 연말에 여러 프로모션 행사에 참여했다. 2009년에는 애플의 마지막 맥월드 컨퍼런스 & 엑스포 폐막식에서 "The Best Is Yet to Come"과 "I Left My Heart In San Francisco"를 부르며 기립 박수를 받았고, 후에 뉴올리언스 재즈 페스트에 처음으로 출연했다. 2010년 2월에는 2010년 아이티 지진 구호를 위한 자선 싱글 "We Are the World 25 for Haiti"에 70여 명의 아티스트와 함께 참여했다. 10월에는 2010 월드시리즈 1차전 3회 초에 AT&T 파크에서 "I Left My Heart in San Francisco"를 부르고 7회 중간에 "God Bless America"를 불렀다. 며칠 후에는 워싱턴 D.C.의 이성 회복과 공포 극복을 위한 집회에서 "America the Beautiful"을 불렀는데, 10년 후 《레이트 쇼 위드 스티븐 콜베어》의 한 코너에서 이를 다시 선보였다.
2011년 9월, 베넷은 《하워드 스턴 쇼》에 출연해 중동에서의 미군 활동이 9·11 테러의 근본 원인이라고 지목했다. 또한 2005년 12월 케네디 센터에서 조지 W. 부시 전 대통령이 이라크 침공이 실수였다고 직접 말했다고 주장했는데, 이에 대해 부시 대변인은 "이는 전적으로 잘못된 진술"이라고 반박했다. 이러한 발언으로 인한 부정적인 여론에 대응해 베넷은 자신의 입장을 다음과 같이 명확히 했다. "테러리즘과 우리나라에 대한 9·11 테러로 죽음을 맞이한 약 3,000명의 무고한 희생자들의 살해는 어떠한 변명의 여지도 없습니다. 벌지 전투부터 마틴 루터 킹과 함께한 행진에 이르는 제 삶의 경험들은 저를 평생 인도주의자이자 평화주의자로 만들었으며, 폭력은 폭력을 낳고 전쟁은 인간 행동의 가장 저열한 형태라는 제 신념을 더욱 강화했습니다."
2011년 9월, 베넷은 85세 생일을 맞아 첫 협업 앨범의 후속작인 《Duets II》를 발매했다. 아레사 프랭클린, 윌리 넬슨, 퀸 라티파, 레이디 가가를 포함한 다양한 기법을 구사하는 17명의 유명 가수들과 듀엣을 선보였다. TV 시리즈 《블루 블러드》 시즌 2 첫 회에 출연해 캐리 언더우드와 함께 "It Had To Be You"를 불렀다. 에이미 와인하우스와 함께 부른 "Body and Soul"은 그녀가 사망하기 전 마지막으로 녹음한 곡으로 알려져 있는데, 빌보드 핫 100의 하위권에 진입하면서 베넷은 이 차트에 등장한 가장 나이 많은 생존 아티스트이자 가장 긴 기간에 걸쳐 차트에 진입한 아티스트가 되었다. 이 싱글은 유럽에서도 좋은 성적을 거두어 여러 나라에서 톱 15에 들었다. 앨범은 빌보드 200에서 1위로 데뷔했고, 베넷은 이 최고 순위에 오른 가장 나이 많은 생존 아티스트가 되었을 뿐만 아니라 자신 최초의 1위 기록을 세웠다. 이 이정표를 기념해 코스 헤드폰의 토니 베넷 시그니처 에디션(TBSE1)이 출시되었다(베넷은 1960년대에 코스 제품의 초기 사용자 중 한 명이었다). 2011년 11월, 컬럼비아는 73장의 CD와 3장의 DVD로 구성된 《Tony Bennett – The Complete Collection》을 발매했는데, 완전히 "완성된" 것은 아니었지만 마침내 CD로 발매되지 않았던 많은 앨범들과 미발표곡, 희귀 음원들을 선보였다. 2011년 12월에는 앤 공주가 참석한 가운데 솔퍼드에서 열린 로열 버라이어티 퍼포먼스에 출연했다.

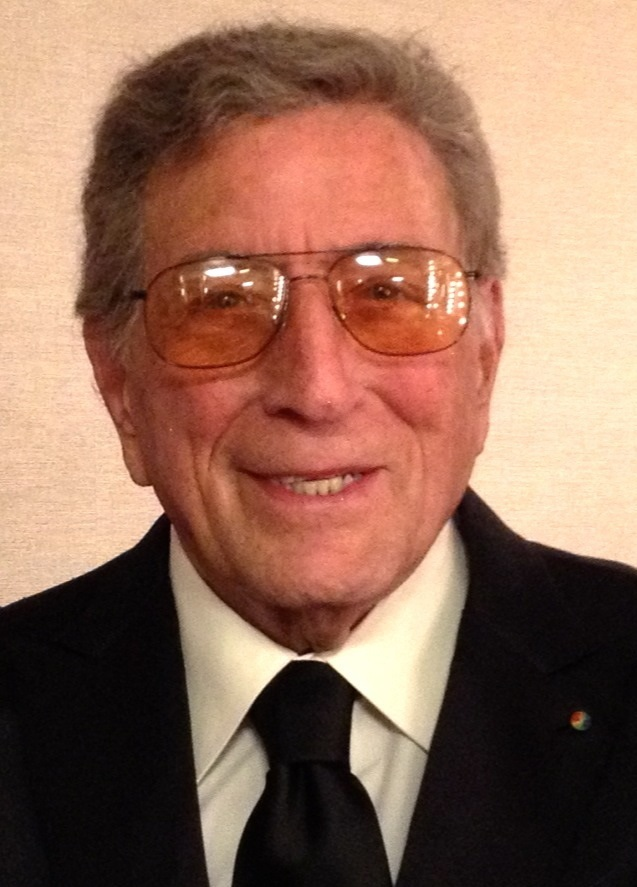
2013년의 베넷

와인하우스와 휘트니 휴스턴의 때 이른 죽음을 계기로 베넷은 2012년 2월 마약 합법화를 촉구했다. 2012년 10월에는 비센테 페르난데스, 후안 루이스 게라, 비센티코 등이 참여한 라틴아메리카 음악 듀엣 앨범 《Viva Duets》을 발매했다. 포트로더데일에서 진행된 이 프로젝트의 녹음과 촬영은 시의 공동 후원을 받았다. 2012년 10월 31일에는 샌프란시스코 자이언츠의 2012년 월드 시리즈 우승을 기념하는 시청 행사에서 10만 명이 넘는 팬들 앞에서 "I Left My Heart in San Francisco"를 불렀다. 또 다른 회고록 《인생은 선물이다: 베넷의 선》(Life is a Gift: The Zen of Bennett)을 출간했고, 아들 대니가 제작한 다큐멘터리 영화 《베넷의 선》(The Zen of Bennett)도 개봉되었다.
2014년 9월, 베넷은 텔아비브의 찰스 브론프만 강당에서 재즈 쿼텟과 함께 처음으로 이스라엘 공연을 가졌고 기립 박수를 받았다. 전날 저녁에는 텔아비브 야르콘 공원에서 레이디 가가의 무대에 깜짝 출연하기도 했다. 이 공연은 두 스타의 오랫동안 지연되었던 협업 앨범이자 후에 그래미상을 수상한 《Cheek to Cheek》이 발매되기 며칠 전에 이루어졌다. 이 앨범은 《빌보드》 차트에서 1위로 데뷔하며 88세의 베넷이 세운 최고령 1위 기록을 경신했고, 88세 69일이라는 나이로 "새로 녹음한 앨범으로 미국 앨범 차트 1위에 오른 최고령자"라는 기네스 세계 기록도 세웠다. 2014년 10월에는 콘서트 스페셜 《Tony Bennett and Lady Gaga: Cheek to Cheek Live!》를 발매했고, 연말에는 Cheek to Cheek 투어를 공동 헤드라이너로 시작했다. 두 사람은 반스 앤 노블 광고에도 함께 출연했다.
2015년 9월 25일에는 피아니스트 빌 샬랩이 참여한 제롬 컨의 곡들로 구성된 앨범 《The Silver Lining: The Songs of Jerome Kern》을 발매했다. 2015년 11월 1일에는 시티 필드에서 열린 캔자스시티 로열스와 뉴욕 메츠의 월드 시리즈 5차전에서 프랭크 시나트라 학교 합창단과 함께 "America the Beautiful"을 불렀다.
2016년 8월 19일, 90세 생일을 맞은 직후 샌프란시스코 페어몬트 호텔 앞에 세워진 8피트 높이의 베넷 동상 제막식이 열렸다. 다이앤 파인스타인 상원의원, 낸시 펠로시 하원 원내대표, 여러 샌프란시스코 시장들이 참석한 가운데 청년 합창단이 "I Left My Heart in San Francisco"를 부르며 베넷을 기렸다. 베넷은 1961년 이 호텔에서 처음 이 노래를 불렀다. 같은 해 11월 24일 메이시스 추수감사절 퍼레이드와 11월 30일 록펠러 센터 트리 점등식에서 공연했다. 2016년 12월 20일에는 NBC가 90세 생일을 기념하는 특별 콘서트 《토니 베넷 셀러브레이츠 90: 더 베스트 이즈 옛 투 컴》을 방영했다. 2018년 9월에는 조지 거슈윈의 "Fascinating Rhythm"을 68년 342일 만에 다시 녹음해 기네스 세계 기록 심사위원으로부터 "동일 아티스트가 같은 싱글의 원곡과 리메이크를 발매한 최장 시간 간격" 기록을 인정받았다. 이 곡은 9월 14일 발매된 다이애나 크롤과의 협업 앨범 《Love Is Here to Stay》에 수록되었다.

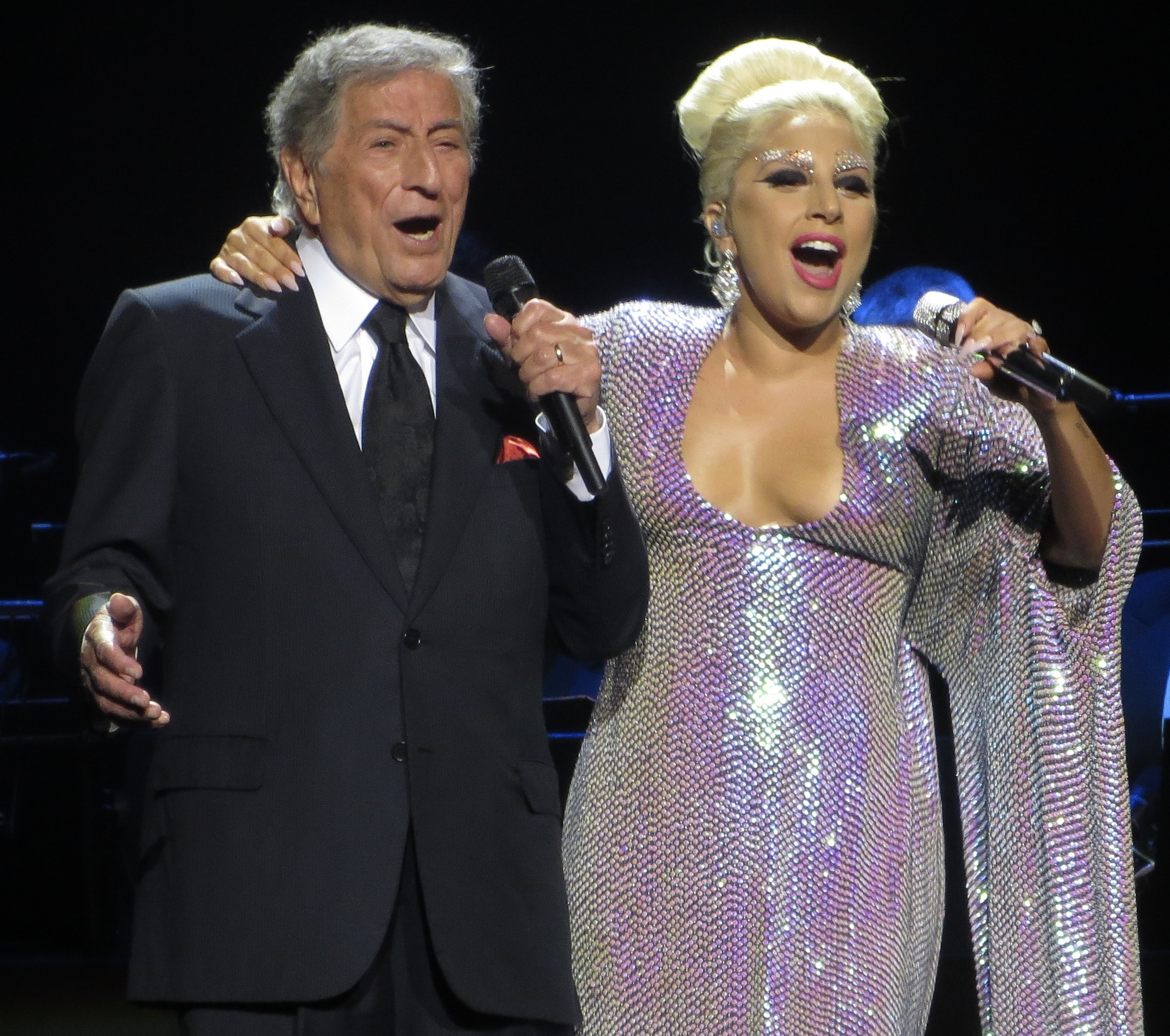
Cheek to Cheek 투어(2015년)에서 레이디 가가와 함께 공연하는 모습. 두 번째 협업 앨범인 《Love for Sale》(2021년)이 그의 마지막 음반이 되었다.

베넷의 마지막 앨범이 된 《Love for Sale》은 레이디 가가와의 또 다른 협업 음반으로 2021년 9월 30일 발매되었다. 이 음반은 대체로 호평을 받았고 미국에서 8위로 데뷔했다. 《가디언》의 알렉시스 페트리디스는 베넷의 나이와 건강 상태를 고려할 때 이 앨범에서의 공연이 "매우 놀랍다"고 평했다. 베넷은 생존 아티스트로서는 빌보드 200 차트 톱 10 앨범 최장 기간 기록을 경신했는데, 첫 톱 10 기록은 1962년의 《I Left My Heart in San Francisco》였다. 또한 95세 60일이라는 나이로 새로운 곡이 수록된 앨범을 발매한 최고령자로서 기네스 세계 기록을 세웠다.
베넷의 마지막 공연은 2021년 8월 3일과 5일 라디오 시티 뮤직 홀에서 레이디 가가와 함께한 두 차례의 쇼였다. 95세 생일을 맞은 지 9일 후인 2021년 8월 12일, 아들이자 매니저인 대니 베넷이 콘서트 은퇴를 발표했다. 대니는 아버지가 여전히 유능한 가수이지만 신체적으로 약해져 투어를 계속하면 큰 낙상 사고의 위험이 있다고 밝혔다. 마지막 두 콘서트의 선별된 공연을 담은 텔레비전 특집 《원 라스트 타임: 언 이브닝 위드 토니 베넷 앤 레이디 가가》가 2021년 11월 28일 CBS에서 방영되었다. 베넷의 마지막 TV 공연 역시 가가와 함께한 것으로, 2021년 12월 16일 《MTV 언플러그드》에서 방송되었다. 이 특집은 그해 7월 뉴욕시의 개인 스튜디오 관객들 앞에서 촬영되었으며, 《Love for Sale》의 듀엣 곡들이 포함되었다. 베넷과 레이디 가가의 두 협업 앨범 제작 과정을 담은 《더 레이디 앤 더 레전드》라는 다큐멘터리가 2023년 9월 파라마운트+에서 공개되었다.
은퇴 이후에도 2022년 초까지 베넷은 여전히 일주일에 세 번 음악감독과 리허설을 계속했다고 대니 베넷이 인터뷰에서 밝혔다.

## 예술성

### 그림
베넷은 본명인 앤서니 베네데토 혹은 그냥 베네데토라는 이름으로 화가로서도 성공을 거두었다. 어린 시절의 관심을 발전시켜 평생 전문적인 훈련과 작업, 미술관 방문을 이어갔다. 투어 중에는 주로 호텔 창문 밖의 풍경을 매일 스케치하거나 그렸다.
전 세계 여러 갤러리에서 작품을 전시했다. 2001년 켄터키 더비의 공식 아티스트로 선정되었고, 50주년 기념작을 포함해 두 점의 그림을 유엔으로부터 의뢰받았다. 친구인 데이비드 호크니가 자신을 그린 후 이에 대한 답례로 그린 《호크니에 대한 오마주》(Homage to Hockney)는 오하이오주 영스타운의 버틀러 미국미술관에 영구 전시되어 있다. 《보이 온 세일보트, 시드니 베이》(Boy on Sailboat, Sydney Bay)는 뉴욕시 그래머시파크의 내셔널 아츠 클럽 영구 소장품이며, 《센트럴 파크》(Central Park)는 워싱턴 D.C.의 스미스소니언 미술관에 소장되어 있다. 그의 그림과 드로잉은 《아트뉴스》를 비롯한 여러 잡지에 실렸으며, 한 점당 8만 달러에 달하는 가격에 판매되기도 했다. 많은 작품이 1996년 화집 《토니 베넷: 내 마음이 본 것》(Tony Bennett: What My Heart Has Seen)에 실렸다. 2007년에는 그의 그림을 다룬 또 다른 책 《스튜디오의 토니 베넷: 예술과 음악의 삶》(Tony Bennett in the Studio: A Life of Art & Music)이 미술 서적 분야 베스트셀러가 되었다.

### 음악 스타일
2010년 인터뷰에서 베넷은 음악 선택에 대한 자신의 예술적 입장을 다음과 같이 거듭 밝혔다.
나는 대형 레코드 회사들을 위해 유행을 따르지 않습니다. 최신 유행을 좇지 않아요. 나쁘게 쓰인 노래는 절대 부르지 않습니다. 1920년대와 30년대에는 예술 르네상스에 버금가는 음악의 르네상스가 있었죠. 콜 포터, 조니 머서를 비롯한 이들이 그저 지금까지 쓰인 최고의 노래들을 만들어냈을 뿐입니다. 이것들은 고전이며, 마침내 가벼운 오락으로 취급되지 않게 되었죠. 이것이 클래식 음악입니다.

## 수상과 유산
베넷은 총 20개의 그래미상(그래미 평생 공로상 포함)을 수상하였으며, 다음과 같다(표시된 연도는 녹음이 발매된 해가 아닌, 시상식이 열리고 상이 수여된 해임).
| 연도 | 작품                                                         | 부문                               | 결과 |
| ---- | ------------------------------------------------------------ | ---------------------------------- | ---- |
| 1963 | I Left My Heart in San Francisco                             | 올해의 앨범 (클래식 외)            | 후보 |
| 1963 | "I Left My Heart In San Francisco"                           | 최우수 남성 솔로 보컬 퍼포먼스     | 수상 |
| 1963 | "I Left My Heart In San Francisco"                           | 올해의 레코드                      | 수상 |
| 1964 | "I Wanna Be Around"                                          | 올해의 레코드                      | 후보 |
| 1964 | "I Wanna Be Around"                                          | 최우수 남성 보컬 퍼포먼스          | 후보 |
| 1965 | "Who Can I Turn To?"                                         | 최우수 남성 보컬 퍼포먼스          | 후보 |
| 1966 | "The Shadow of Your Smile (Love Theme From "The Sandpiper")" | 올해의 레코드                      | 후보 |
| 1966 | "The Shadow of Your Smile (Love Theme From "The Sandpiper")" | 최우수 남성 보컬 퍼포먼스          | 후보 |
| 1991 | Astoria: Portrait of the Artist                              | 최우수 남성 재즈 보컬 퍼포먼스     | 후보 |
| 1993 | Perfectly Frank                                              | 최우수 트래디셔널 팝 보컬 퍼포먼스 | 수상 |
| 1994 | Steppin' Out                                                 | 최우수 트래디셔널 팝 보컬 퍼포먼스 | 수상 |
| 1995 | MTV Unplugged                                                | 올해의 앨범                        | 수상 |
| 1995 | MTV Unplugged                                                | 최우수 트래디셔널 팝 보컬 퍼포먼스 | 수상 |
| 1995 | "Moonglow" (k.d. 랭과 참여)                                  | 최우수 팝 컬래버레이션(보컬)       | 후보 |
| 1997 | Here's to the Ladies                                         | 최우수 트래디셔널 팝 보컬 퍼포먼스 | 수상 |
| 1998 | Tony Bennett on Holiday                                      | 최우수 트래디셔널 팝 보컬 퍼포먼스 | 수상 |
| 1998 | "God Bless The Child" (빌리 홀리데이와 참여)                 | 최우수 팝 컬래버레이션(보컬)       | 후보 |
| 1999 | Tony Bennett: The Playground                                 | 최우수 어린이 음악 앨범            | 후보 |
| 2000 | Bennett Sings Ellington: Hot & Cool                          | 최우수 트래디셔널 팝 보컬 퍼포먼스 | 수상 |
| 2002 | 빈칸                                                         | 평생 공로상                        | 수상 |
| 2002 | New York State of Mind (빌리 조엘과 참여)                    | 최우수 팝 콜라보레이션(보컬)       | 후보 |
| 2003 | Playin' with My Friends: Bennett Sings the Blues             | 최우수 트래디셔널 팝 보컬 앨범     | 수상 |
| 2003 | "What a Wonderful World" (k. d. 랭과 참여)                   | 최우수 팝 콜라보레이션(보컬)       | 후보 |
| 2004 | A Wonderful World (k. d. 랭과 참여)                          | 최우수 트래디셔널 팝 보컬 앨범     | 수상 |
| 2004 | "La Vie en rose" (k. d. 랭과 참여)                           | 최우수 팝 콜라보레이션(보컬)       | 후보 |
| 2006 | The Art of Romance                                           | 최우수 트래디셔널 팝 보컬 앨범     | 수상 |
| 2007 | Duets: An American Classic                                   | 최우수 트래디셔널 팝 보컬 앨범     | 수상 |
| 2007 | "For Once in My Life" (스티비 원더와 참여)                   | 최우수 팝 콜라보레이션(보컬)       | 수상 |
| 2008 | "Steppin' Out with My Baby" (크리스티나 아길레라와 참여)     | 최우수 팝 콜라보레이션(보컬)       | 후보 |
| 2010 | A Swingin' Christmas                                         | 최우수 트래디셔널 팝 보컬 앨범     | 후보 |
| 2012 | Duets II                                                     | 최우수 트래디셔널 팝 보컬 앨범     | 수상 |
| 2012 | "Body And Soul" (에이미 와인하우스와 참여)                   | 최우수 팝 듀오/그룹 퍼포먼스       | 수상 |
| 2014 | Viva Duets                                                   | 최우수 트래디셔널 팝 보컬 앨범     | 후보 |
| 2015 | Cheek To Cheek (레이디 가가와 참여)                          | 최우수 트래디셔널 팝 보컬 앨범     | 수상 |
| 2016 | The Silver Lining: The Songs of Jerome Kern (빌 찰랩과 참여) | 최우수 트래디셔널 팝 보컬 앨범     | 수상 |
| 2019 | Love Is Here To Stay (다이애나 크롤과 참여)                  | 최우수 트래디셔널 팝 보컬 앨범     | 후보 |
| 2019 | "'S Wonderful" (Diana Krall과 참여)                          | 최우수 팝 듀오/그룹 퍼포먼스       | 후보 |
| 2022 | Love For Sale (레이디 가가과 참여)                           | 올해의 앨범                        | 후보 |
| 2022 | Love For Sale (레이디 가가과 참여)                           | 최우수 트래디셔널 팝 보컬 앨범     | 수상 |
| 2022 | "I Get a Kick Out of You" (레이디 가가과 참여)               | 올해의 레코드                      | 후보 |
| 2022 | "I Get a Kick Out of You" (레이디 가가과 참여)               | 최우수 팝 듀오/그룹 퍼포먼스       | 후보 |
| 2022 | "I Get a Kick Out of You" (레이디 가가과 참여)               | 최우수 뮤직 비디오                 | 후보 |

베넷의 다른 영예와 표창은 다음과 같다.
| 부문 | 연도            | 결과 | 출처               |
| --- | --------------- | --- | ------------------ |
| 뉴욕시 동메달리온 | 1969            | 영예 |                    |
| 할리우드 명예의 거리 별 |                 | 영예 | [ 71 ]             |
| 빅밴드 및 재즈 명예의 전당 헌액 | 1997            | 영예 | [ 130 ]            |
| 미국 가수 협회 평생 공로상 | 2000            | 영예 | [ 131 ]            |
| 미국 작곡가, 작사가 및 출판인 협회 평생 공로상 | 2002            | 영예 | [ 72 ]             |
| 케네디 센터 수상자 | 2005            | 영예 | [ 66 ]             |
| 롱아일랜드 음악 명예의 전당 헌액 |                 | 영예 | [ 75 ]             |
| 유엔 난민고등판무관 인도주의상 | 2006            | 영예 | [ 79 ]             |
| 미국 국립예술기금 재즈 마스터상 | 2006            | 영예 | [ 66 ]             |
| 국제 시민권 명예의 거리 헌액 | 2007            | 영예 | [ 132 ]            |
| 존 루이스 시상 위원회 위원이 수여한 미국 성취 아카데미의 골든 플레이트상 수상자 | 2009            | | [ 133 ]            |
| 뉴저지 명예의 전당 헌액 | 2011            | 영예 | [ 134 ]            |
| 다운비트 재즈 명예의 전당 헌액 | 2015            | 영예 | [ 135 ]            |
| 미국 의회도서관 거슈윈상 | 2017            | 영예 | [ 136 ]            |
| 버클리 음악 대학 명예 박사학위 | 1974            | 영예, 보스턴 예술학교(1994년), 루즈벨트 대학교 시카고 음악대학(1995년), 조지 워싱턴 대학교(2001년), 클리블랜드 음악학교(2010년), 줄리아드 음악원(2010년), 포드햄 대학교(2012년)에서 | 명예 박사학위 수여 |
| 베넷의 90세 생일과 1961년 페어몬트 호텔에서의 "I Left My Heart in San Francisco" 초연을 기념하여 호텔 밖에 베넷의 동상 설치 | 2016년 8월 16일 | | [ 144 ]            |
| 88세 69일의 나이로 《Cheek to Cheek》로 "새로 녹음한 앨범으로 미국 앨범 차트 1위에 오른 최고령자"라는 기네스 세계 기록 수립 | 2014            | 영예 | [ 104 ]            |
| 원곡 녹음 후 68년 342일 만에 "Fascinating Rhythm"을 재녹음하여 "같은 아티스트가 동일한 싱글의 원본 발매와 재녹음 사이의 가장 긴 시간" 기네스 세계 기록 수립 |                 | 영예 | [ 112 ]            |
| 《Love for Sale》 발매로 95세 60일의 나이에 "새 음반을 발매한 최고령자"라는 기네스 세계 기록 경신. 2022년 4월 3일, 레이디 가가와 함께 《Love for Sale》로 최우수 트래디셔널 팝 보컬 앨범 그래미상을 공동 수상하며 95세 8개월 1일의 나이로 그래미상을 수상한 두 번째 최고령자 |                 | 영예 | [ 145 ] [ 146 ]    |

## 작품

### 음반 목록
베넷은 경력 동안 70장이 넘는 앨범을 발매했으며, 거의 모든 앨범을 컬럼비아 레코드에서 발매했다. 미국에서 가장 많이 팔린 앨범은 《I Left My Heart in San Francisco》, 《MTV Unplugged: Tony Bennett》, 《Duets: An American Classic》으로, 모두 100만 장 이상의 판매고를 기록하며 플래티넘 인증을 받았다. 여러 컴필레이션 앨범을 포함해 다른 8장의 앨범도 미국에서 골드 인증을 받았다. 베넷은 또한 경력 동안 30곡이 넘는 싱글을 차트에 올렸는데, 가장 큰 히트곡들은 모두 1950년대 초에 나왔으며, 1968년부터 2010년 사이에는 차트에 오른 곡이 없었다.

### 저서
- Bennett, Tony (1996). 《Tony Bennett: What My Heart Has Seen》. Rizzoli. ISBN 0-8478-1972-8.
- Bennett, Tony (1999). 《The Good Life: The Autobiography Of Tony Bennett》. With Will Friedwald [2]판. New York: Pocket Books. ISBN 0-671-02958-4 – Internet Archive 경유.
- Bennett, Tony; Sullivan, Robert (2007). 《Tony Bennett in the Studio: A Life of Art & Music》. Sterling Publishing. ISBN 978-1-4027-4767-0.
- Bennett, Tony (2012). 《Life is a Gift: The Zen of Bennett》. HarperCollins. ISBN 978-0-06-220706-7.
- Bennett, Tony; Simon, Scott (2016). 《Just Getting Started》. HarperCollins. ISBN 978-0-06-247677-7.

## 사생활
1952년 2월 12일, 베넷은 오하이오 출신의 미술 전공 학생이자 재즈 팬이었던 패트리샤 비치와 결혼했다. 둘은 전년도 클리블랜드의 한 나이트클럽 공연 후 처음 만났다. 맨해튼 세인트 패트릭 대성당에서 열린 결혼식 밖에서는 2천 명의 여성 팬들이 검은 옷을 입고 모여 장난스럽게 애도를 표했다. 두 사람 사이에서는 디앤드리아(대니, 1954년생)와 디걸(대, 1955년생)이라는 두 아들이 태어났다. 베넷과 아내 패트리샤는 1965년에 별거를 시작했는데, 베넷이 길에서 보내는 시간이 너무 많았던 것을 비롯한 여러 요인으로 인해 결혼 생활이 파탄에 이르렀다. 1969년 패트리샤는 간통을 이유로 이혼 소송을 제기했다. 1971년 두 사람의 이혼이 확정되었다.
베넷은 1965년 《오스카》를 촬영하는 동안 배우 지망생이었던 샌드라 그랜트와 관계를 맺게 되었다. 둘은 수년간 동거했고 1971년 12월 29일 뉴욕에서 조용히 결혼했다. 두 사람 사이에서는 1964년 노래 "When Joanna Loved Me"에서 따온 이름을 가진 조안나(1970년생)와 안토니아(1974년생)라는 두 딸이 태어났고, 로스앤젤레스로 이주했다. 두 사람은 1983년까지 결혼 생활을 유지했다.
1980년대 후반, 베넷은 전직 뉴욕시 교사였던 수전 크로와 장기적인 연인 관계를 시작했다.
베넷과 크로는 예술 교육을 창출, 증진, 지원하는 데 전념하는 자선 단체인 '익스플로링 더 아츠'를 설립했다. 같은 시기에 두 사람은 공연 예술 교육에 중점을 둔 공립 고등학교인 프랭크 시나트라 예술학교를 퀸스에 설립했다(베넷의 친구인 시나트라의 이름을 따서 명명). 이 학교는 2001년에 문을 열었으며 매우 높은 졸업률을 보이고 있다. 2007년 6월 21일, 베넷은 크로와 뉴욕에서 비공개 민간 결혼식을 올렸으며, 전 뉴욕 주지사인 마리오 쿠오모가 증인으로 참석했다.

## 정치적 성향
대공황 시기를 겪으며 자란 경험과 허버트 후버 대통령 재임 시절의 영향에 대한 반감으로 인해 베넷은 평생 민주당 지지자가 되었다.

## 질병과 사망
2021년 2월, 《AARP 매거진》의 한 기사는 베넷이 2016년에 알츠하이머병 진단을 받았으나, 2020년 초 코로나19 대유행이 시작될 때까지 공연과 녹음을 계속했다고 밝혔다. 마지막 작별 공연을 위해 2021년에 잠시 무대에 복귀하기도 했다. 주 2회 진행된 노래 연습이 뇌를 자극하여 방향 감각 상실, 우울증, 현실 감각 상실과 같은 증상으로부터 베넷을 보호한 것으로 여겨진다. 그의 신경과 전문의는 《AARP》와의 인터뷰에서 팬데믹 이전까지 가수의 순회 공연 일정이 "정신을 바짝 차리게 하고 뇌를 상당한 수준으로 자극했다"고 말했다. 베넷은 2021년 앨범 《Love for Sale》을 위해 2018년부터 2020년 초까지 레이디 가가와 함께 곡을 녹음했는데, 녹음 세션 중에 때때로 "혼란스럽고 당황스러워하는" 모습을 보였다.
2021년 8월 베넷의 은퇴를 발표하면서, 대니 베넷은 알츠하이머병이 주로 아버지의 단기 기억에 영향을 미쳐 공연 직후에도 방금 무대에 섰다는 사실을 잊어버리곤 했지만, 장기 기억은 온전히 보존되어 있어 공연할 때면 자신의 레퍼토리에 있는 모든 가사를 기억할 수 있었다고 말했다.
베넷은 7년간의 알츠하이머병 투병 끝에 2023년 7월 21일 뉴욕시 자택에서 생을 마감했다. 유족들은 베넷이 마지막 순간까지 노래를 불렀으며, 마지막으로 부른 곡은 "비커즈 오브 유"였다고 전했다. 그는 그레이트 아메리칸 송북의 "챔피언"이자 "전설적인 해석가"로 칭송받았다.
베넷은 퀸스의 캘버리 공동묘지에 부모님 곁에 안장되었다.

## 참고문헌
- Bennett, Tony (1999). 《The Good Life: The Autobiography Of Tony Bennett》. With Will Friedwald [2]판. New York: Pocket Books. ISBN 0-671-02958-4 – Internet Archive 경유.
- Brooks, Tim; Marsh, Earle F. (2007). 《The Complete Directory to Prime Time Network and Cable TV Shows, 1946–Present》 9판. Ballantine Books. ISBN 978-0-345-49773-4.
- Evanier, David (2011). 《All the Things You Are: The Life of Tony Bennett》. Hoboken, New Jersey: John Wiley & Sons. ISBN 978-0-470-52065-9.
- Friedwald, Will (1996). 《Jazz Singing》. Da Capo Press. ISBN 0-306-80712-2.
- Whitburn, Joel (1983). 《The Billboard Book of Top 40 Hits: 1955 to present》. Billboard Publications. ISBN 0-8230-7511-7.

## 더 읽어보기
- Willis Conover. "20 Years with Tony". Billboard. November 30, 1968. pp. T1-T40.
- Dorothy Andries. "Tony Bennett; 'Life's Been Good to Me'". The Milwaukee Sentinel. November 14, 1980. p. 3.
- Peter B. King. "Tony Bennett; 'I just have to paint, and I have to sing'". The Pittsburgh Press. February 10, 1986. p. C6.
- "Tony Bennett: Half a Century and Looking Forward". Billboard. December 20, 1997. pp. 37–65. Pullout section includes multiple articles, including:
  - Irv Lichtman. "Tony Bennett: The Billboard Interview". pp. 38–39, 52 and 56.
  - Tom Vickers. "Tony and Columbia". pp. 40 and 58.
  - Don Waller. "When It Comes to Good Works, Bennett Does a Great Job". pp. 42 and 54.
  - Paul Sexton. "Bennett Over There". p. 44.
  - Mark Rowland. "Essential Bennett". pp. 46 and 48.
  - Richard Henderson. "Bennett Brushes Up". p. 50.
- "Backbeat: "Happy 80th, Tony Bennett!". Billboard. August 19, 2006. p. 61.
- Jim Bessman. "Tony's Long Haul: Strategic Partnerships Fuel Big Sales for Bennett's 'Duets' Album". Billboard. November 11, 2006. p. 24.